# Saint-Jacques-d'Ambur
 Saint-Jacques-d'Ambur  es una población y comuna francesa, situada en la región de Auvernia, departamento de Puy-de-Dôme, en el distrito de Riom y cantón de Pontgibaud.

## Demografía
| 389 | 370 | 343 | 344 | 315 | 300 |
| Para los censos de 1962 a 1999 la población legal corresponde a la población sin duplicidades (Fuente: INSEE [Consultar]) |     |     |     |     |     |